# تجمع (سياسة)

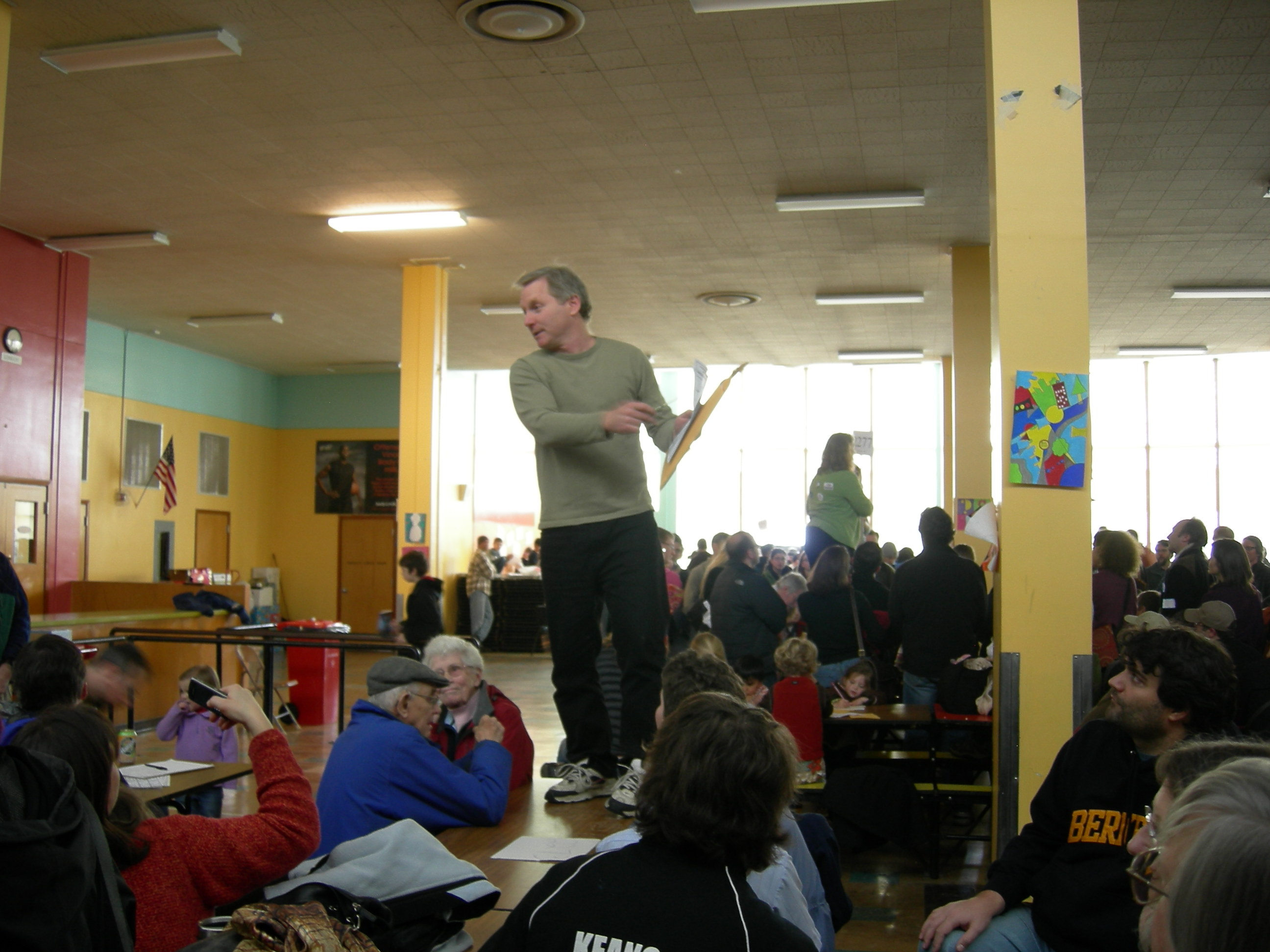

التجمع أو مجلس انتخابي هو لقاء لأعضاء أو أنصار لحزب سياسي أو حركة، لاختيار مرشح أو مناقشة موضوع. قد يطلق التجمع على اللقاءات التي تجمع أعضاء في منظمة معينة لنقاش موضوع واحد.